# Moluks boshoen
Het Moluks boshoen (Eulipoa wallacei of  Megapodius wallacei) is een boshoen uit de familie van de grootpoothoenders. De vogel is endemisch voor de bergwouden van de Molukken en eilanden voor de westkust van Nieuw-Guinea. 

## Naamgeving
De soort werd in 1860 door George Robert Gray (jongere broer van de ornitholoog John Edward Gray) beschreven als Megapodius wallacei, aan de hand van balgen die Alfred Russel Wallace naar het Brits museum had gestuurd en daarom werd vernoemd naar deze Britse natuuronderzoeker. In 1893 werd dit boshoen in een apart geslacht gezet: Eulipoa. Het Moluks boshoen is hierin de enige soort. 
Er bestaat echter een beschrijving uit 1563 van de Portugees Antonio Galvao waarin duidelijk het Moluks boshoen valt te herkennen.

## Beschrijving
Het Moluks boshoen is 31 cm lang, de haan en de hen zien er hetzelfde uit. Het hoen is van boven olijfbruin van kleur met een afwisselend kastanjebruine en grijze streping op de rug. De borst en buik zijn blauwachtige grijs. De onderstaartdekveren zijn wit. Rond het oog is de naakte huid roze gekleurd, de iris is bruin de snavel is blauwachtig geel en de poten zijn donker olijfkleurig. De jongen zijn bruin gekleurd en hebben een zwarte snavel en poten.

## Verspreiding
Het Moluks boshoen is endemisch in de bergwouden van Molukse eilanden Halmahera, Buru, Ceram, Ambon, Ternate, Haruku en Bacan. 
De grootste populaties bevinden zich op Halmahera en Haruku. In 1997 waren er ook nog boshoenders op Ceram. Op de eilanden Ambon, Ternate en Bacan zijn de boshoenders waarschijnlijk uitgestorven.

## Leefgewoonte
Het Moluks boshoen bewoont regenbos, maar komt ook voor in secondair bos en struikgewas, met een voorkeur voor bossen op hellingen tussen de 750 en 2000 m boven de zeespiegel. De eieren worden gelegd op bepaalde gemeenschappelijke broedplaatsen; dit zijn rijkelijk door de zon beschenen stukken met losse grond, zoals zandstranden en andere onbegroeide plaatsen. Het hele jaar door worden er eieren geproduceerd en er bestaat een relatie met de maancyclus. De eieren zijn relatief groot en voedzaam. Een ei is 20-22% van het lichaamsgewicht van het vrouwtje. Een vrouwtje legt één ei per keer.
De Nederlandse bioloog Kees Heij maakt sinds juni 1994 op het Molukse eiland Haruku en omliggende eilanden studie van het gedrag. De hoenders komen 's nachts hun ei leggen in zelf gegraven gaten. Daarna trekken ze zich terug in de bergbossen van omliggende eilanden. De meeste eieren worden door de lokale bevolking opgegraven en verwerkt tot omelet. Op deze manier worden duizenden eieren verzameld.
Kees Heij schatte de eierleggende populatie in de jaren 1990 op Haruku op 4200 vrouwtjes en op Halmahera op 13.000 tot 14.000 vrouwtjes.

## Bedreigingen en bescherming
Het Moluks boshoen staat als kwetsbaar op de internationale Rode Lijst van de IUCN.
Het oogsten van eieren is de belangrijkste factor voor de achteruitgang. Kees Heij toonde aan dat er een traditioneel systeem (volgens adatrecht) van oogsten bestaat waarbij, hoewel ongeveer 80% van de eieren wordt geraapt, de populatie toch stabiel kan blijven door bescherming van de nestplaatsen. De predatie door varanen, slangen, roofvogels, huiskatten, honden en varkens vormt ook een probleem, zeker bij afnemende populaties. Andere bedreigingen vormen de winning van zand, bouwactiviteiten en aantasting van het regenwoud.
Sinds 1979 is de vogel wettelijk beschermd en Kees Heij registreerde tot 2004 de aantallen geraapte eieren op de plaatsen waar hij in de jaren 1990 onderzoek deed. Verder is daar met succes geëxperimenteerd met het verhuizen van eieren naar een veiliger broedplaats.